# Тапіока

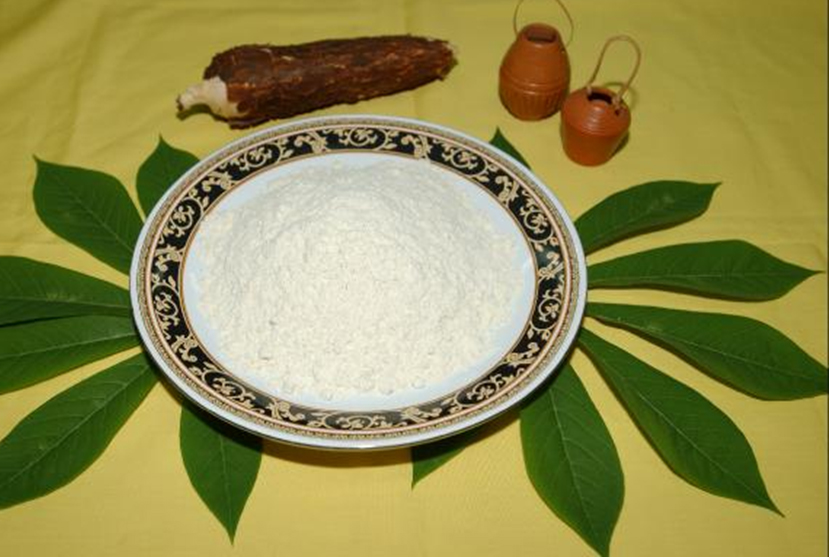
Крохмаль тапіоки

Тапіока ([ˌtæpiˈoʊkə]; Portuguese: [tapiˈɔkɐ]) — крохмаль, витягнутий із коренів рослини маніоки (Manihot esculenta). Цей вид походить з північного регіону та центрально-західного регіону Бразилії але його використання розповсюдилось по всій Південній Америці. Португальські та іспанські колонізатори рослину перевезли до більшості країн Західної Індії, Африки та Азії. Це багаторічний кущ, який пристосувався до жарких умов тропічних низин. Касава, як називають рослину на африканському континенті, краще справляється з бідними ґрунтами, ніж багато інших харчових рослин.
Хоча тапіока є основною їжею для мільйонів людей в тропічних країнах, вона забезпечує лише вуглеводну харчову потребу і містить мало білка, вітамінів та мінералів. В інших країнах її використовують як загусник в різних харчових продуктах.

## Етимологія та походження

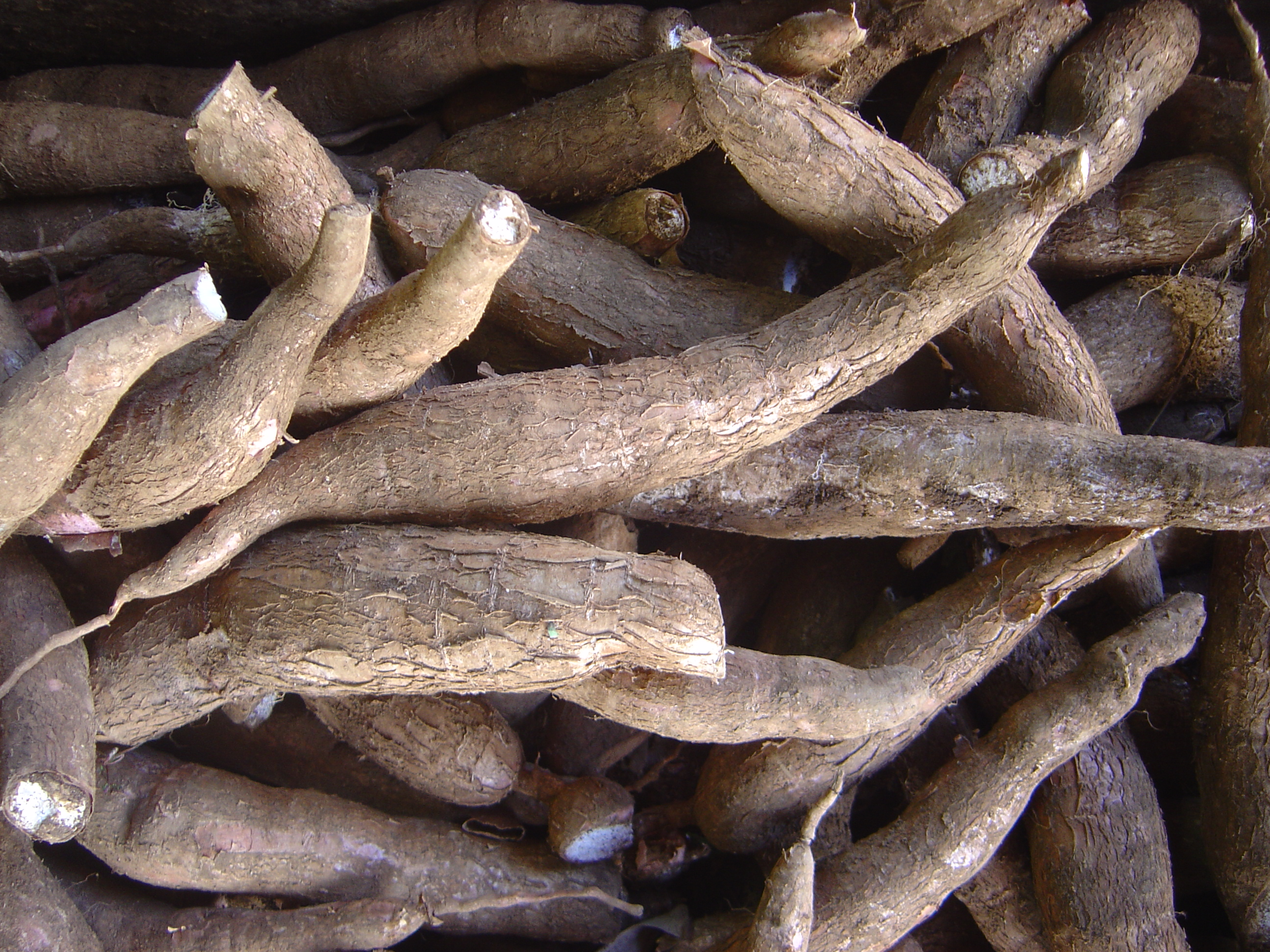
Корінь маніоки

Тапіока походить від слова tipi'óka, її назва мовою Тупі, якою говорили тубільці, коли португальці вперше прибули до Північно-Східного регіону Бразилії близько 1500 року. Це слово Тупі перекладається як «осад» або «коагулянт» і стосується сирного крохмального осаду, який отримують у процесі екстракції.

## Виробництво
Рослина маніоки має червоні, або зелені гілки з блакитними веретенами на них. Корінь зеленувато-розгалуженого виду потребує процесу видалення лінамарину — ціаногенного глікозиду, що природним чином зустрічається в рослині, і може бути перетворений в ціанід. Конзо (його ще називають мантакаса) — паралітичне захворювання, що може виникнути через майже виключне споживання недостатньо обробленої гіркої маніоки протягом кількох тижнів.
На півночі та північному сході Бразилії традиційне місцеве виробництво тапіоки є побічним продуктом виробництва маніокового борошна з коріння маніоки. У цьому процесі маніок (після обробки для видалення токсичності) подрібнюється до м'якоті за допомогою невеликого ручного або дизельного млина. Потім цю масу видавлюють, щоб її висушити. Вологе тісто поміщають у довгу сплетену трубку, що називається tipiti. Верх трубки закріплюється, а довга палиця або важіль вставляється в петлю внизу і використовується для розтягування всієї машини вертикально, видавлюючи багату крохмалем рідину через плетіння і кінці. Цю рідину збирають і в ній дають осісти (мікроскопічним) крохмальним зернам на дно ємності. Потім надосадову рідину виливають, залишаючи вологий осад крохмалю, який висушується, і утворюється порошок дрібнозернистого крохмалю тапіоки, схожий на вигляд кукурудзяного крохмалю.

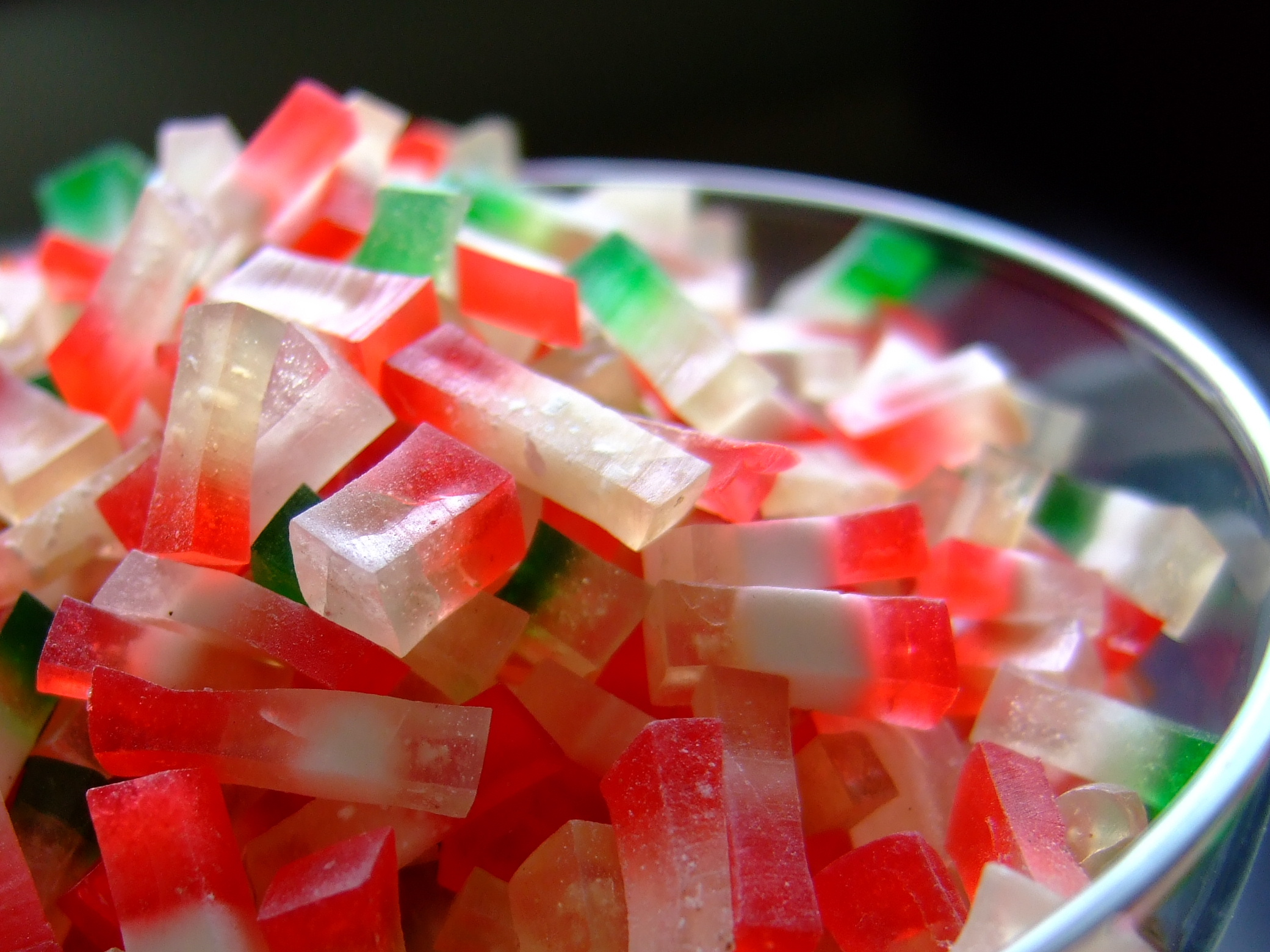
Кольорові напівпрозорі палички тапіоки

Комерційно крохмаль виробляється в декількох формах: гарячорозчинний порошок, шрот, попередньо зварені дрібні / грубі пластівці, прямокутні палички та сферичні «перлини». Перлини — це найбільш широко доступна форма; розміри коливаються приблизно від 1 до 8 міліметрів в діаметрі, 2-3 мм є найпоширенішим.
Пластівці, палички та зернятка необхідно добре просочити перед приготуванням, щоб перезволожити, з поглинанням води вдвічі більше за їх об'єм. Після регідратації продукти з тапіоки стають шкірястими і набряклими. Оброблена тапіока зазвичай біла, але палички та перли можуть бути кольоровими. Традиційно найпоширенішим кольором, застосованим до тапіоки коричневий, але останнім часом стали доступні і пастельні кольори. Перлини тапіоки, як правило, непрозорі, коли сирі, але стають напівпрозорими при варінні в окропі.
Бразилія в Південній Америці, Таїланд в Азії та Нігерія в Африці є найбільшими світовими виробниками маніоки. В даний час на Таїланд припадає близько 60 відсотків світового експорту.

## Використання

### Харчова цінність

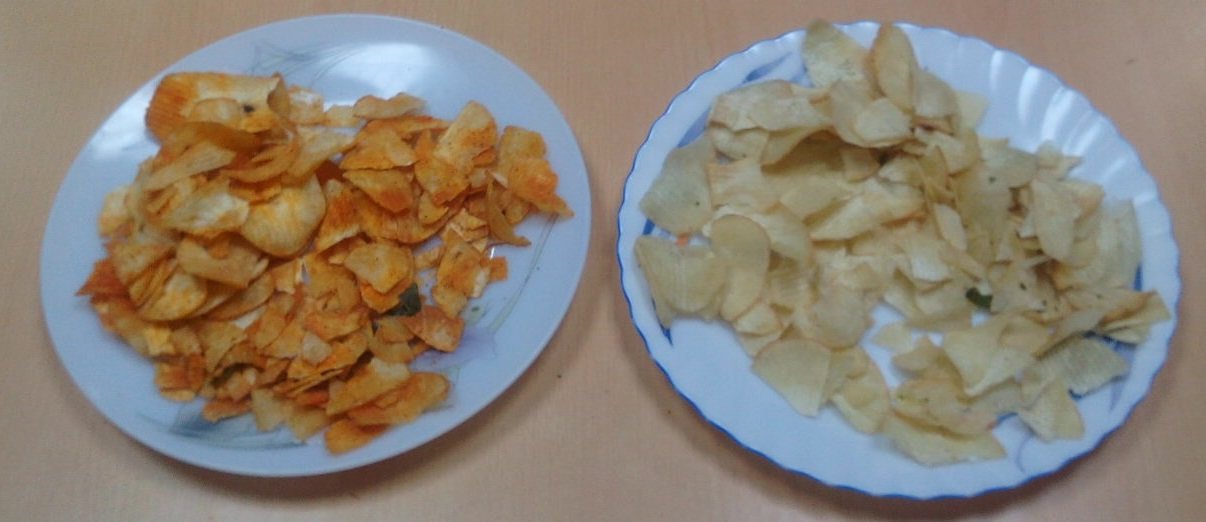
Пряні та не гострі чипси тапіоки

Тапіока складається з чистого крохмалю, незначних мікроелементів та інших компонентів, що містяться в коренях маніоки, з яких вона була видобута. Через свою природу майже чистого крохмалю та позбавленої значної кількості білків, ліпідів, мінералів та вітамінів харчова цінність тапіоки обмежується його енергетичною цінністю.

### Плоскі хлібці
Касабе — це тонкий плоский хліб, виготовлений з гіркого кореня маніоки без закваски. Спочатку його виробляли корінні народи араваки та кариби, оскільки ці корені були поширеною рослиною дощових лісів, де вони мешкали. На сході Венесуели багато корінних груп все ще роблять касабе. Це їх головний хлібний продукт. Корінні громади, такі як Є-Куана, Карі-Са, Яномамі, Гуарао або Варао, що походять від національностей кариби або араваки, продовжують робити касабе.

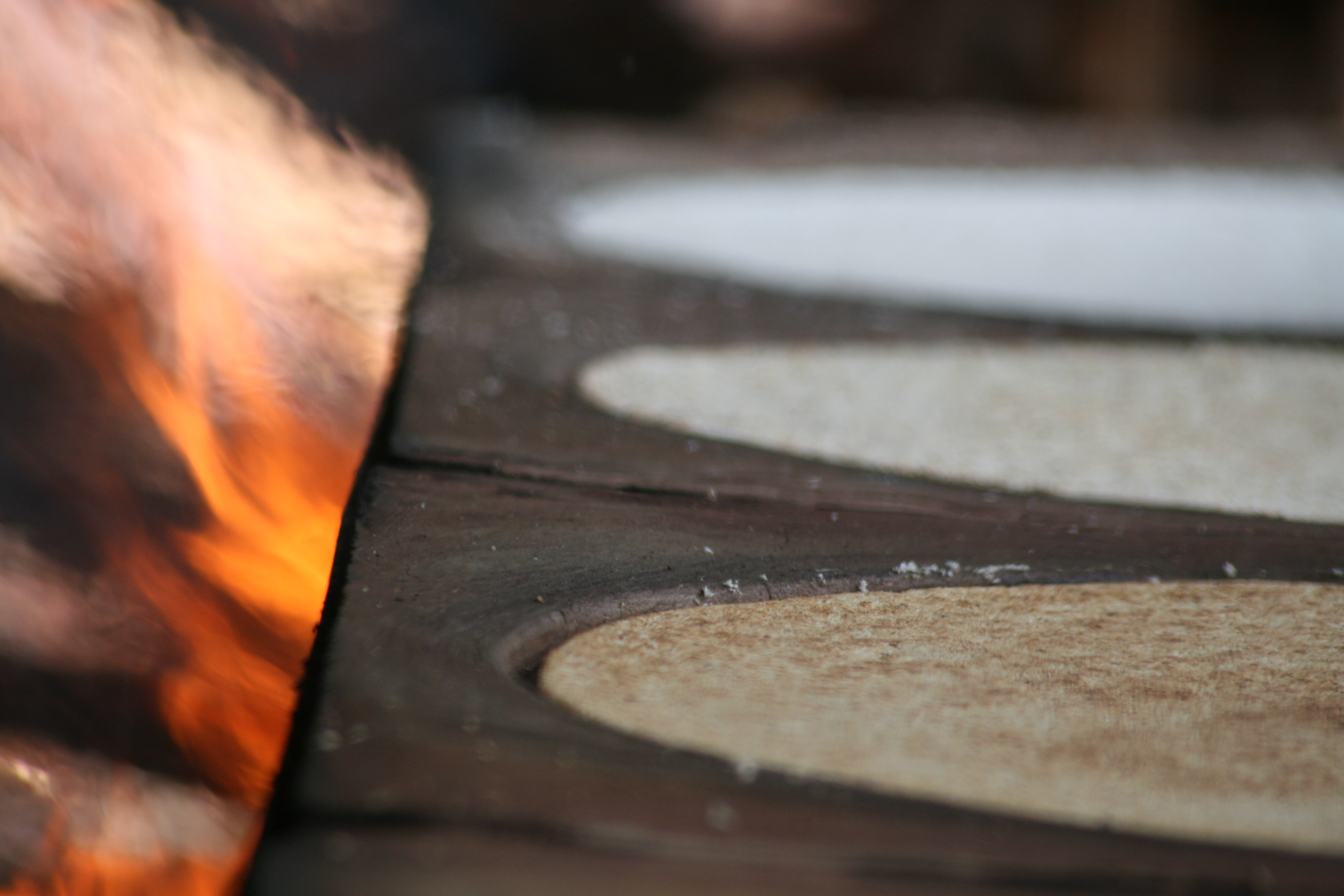
Випічка Касабе в невеликій комерційній пекарні

Щоб зробити касабе, крохмалистий корінь гіркої маніоли подрібнюють до м'якоті, потім віджимають для витікання молочної, гіркої рідини, що зветься яре. Це виводить отруйні речовини з м'якоті. Традиційно це видавлювання робиться в себукані, довгому, трубоподібному ситечку, розміром від 2,4 до 3,65 метрів (8-12 футів) наповненому типовим спіральним набором із листя пальми. Себукан зазвичай висить з гілки дерева або стельової балки, і має закрите дно з петлею, яка кріпиться до нерухомої палиці або важеля, яка використовується для розтягування себукана. Коли важіль штовхається вниз, розтягуючи себукан, спіральний візерунок плетіння змушує ситечко видавити м'якоть всередину. Це схоже на дію китайської пастки для пальців. М'якоть розкладають в тонкі круглі коржі близько 2 фути (0,61 м) в діаметрі на budare для обсмажування або тостів.
Тонкі і хрусткі пироги касабі часто ламають і їдять, як сухарі. Як і хліб, касабі можна вживати як самостійно так і з іншими стравами. Товстіший касабі зазвичай їдять злегка зволоженим. Кількох крапель рідини достатньо, щоб перетворити сухий касабі в м'який гладкий хліб.

### Кульки тапіоки

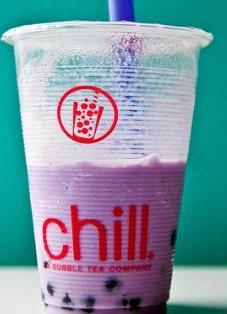
Чай з ароматом таро з перлами тапіоки

Кульки з тапіоки, також відомі як боба в деяких культурах, отримують, пропускаючи вологий крохмаль через сито під тиском. Кулькова тапіока є поширеним інгредієнтом у десертах Південної, Східної та Південно-Східної Азії, таких як фалода, колак, суп саго, а також у солодких напоях, таких як чай з бульбашками, фруктова сльоза та тахо, де вони забезпечують жувальну контрастність солодкості та гладкої текстури напій. Невеликі перлини вважають за краще використовувати в пудингах. У Бразилії перли готують з вином або іншою рідиною для додання аромату і називають сагу.
Великі кульки переважно використовуються для виготовлення напоїв. Ці перлинки найчастіше бувають коричневими, а не білими, через доданий цукор і традиційно вживаються в напої з чорного або зеленого чаю. Їх використовують як різні кольори в струганому льоді та гарячих напоях. Крім використання в пудингах і напоях, кульки тапіоки можуть використовуватися в тортах.

#### Обробка та властивості

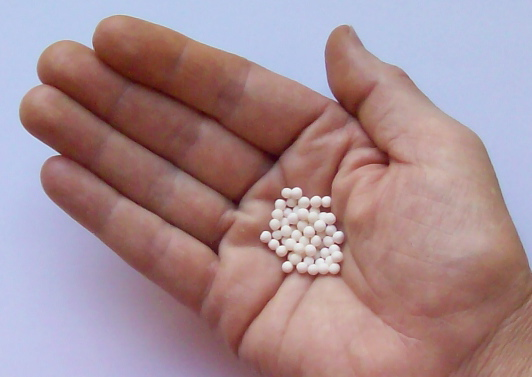
Невелика, непрозора перлова тапіока перед замочуванням

Переробка борошна маніоки в перлини тапіоки вимагає проміжного кроку продукту, званого крупи тапіоки. Тапіокова крупа — це висушене борошно маніоки, яке частково желатинізоване, так що воно виглядає як пластівці або гранули неправильної форми.
Навпаки, для виготовлення крохмальних кульок використовується інший процес смаження. Для утворення кульок крупи тапіоки можна нарізати або видавити у формі перлів, невеликих (3 мм) або великих (6-8 мм). Кульки піддаються формі термо-вологої обробки, яка може продовжити термін зберігання до 2 років.
Кульки тапіоки мають безліч унікальних властивостей, що сприяють текстурі та відчуттю рота. Багато з цих фізичних властивостей є результатом його складу крохмалю і значно впливають на його обробку. Перлини тапіоки відрізняються характерною м'якістю і жувальністю, з чіткою еластичною текстурою і напівпрозорим виглядом.

### Друга Світова війна
Під час Другої світової війни через дефіцит продуктів харчування у Південно-Східній Азії багато біженців вижило на тапіоці. Рослина маніоки легко розмножується стебловим зрізанням, добре росте на малопоживних ґрунтах, і їх можна збирати кожні два місяці, хоча для вирощування до повної зрілості потрібно десять місяців. Рослина дала дуже потрібні вуглеводи та інші поживні речовини.

### Біорозкладані продукти
Корінь тапіоки може бути використаний для виготовлення біорозкладних мішків, вироблених із тапіокової смоли рослини як життєздатного пластичного замінника. Він не тільки є біологічно розкладаним, але може бути складеним, є відновлюваним, повторно використаним, рециркульованим та стійким. Інші продукти з смоли тапіоки включають рукавички для багаторазового використання, накидки та фартухи.

### Прання
Крохмаль тапіоки, який зазвичай використовується для крохмалю сорочок та одягу перед прасуванням, може продаватися у пляшках із натурального гумового крохмалю, який слід розчинити у воді або в балончиках з розпиленням.

## Хімічні властивості
Низький вміст амілози та низький залишковий вміст у поєднанні з високою молекулярною рамою амілози роблять тапіоку унікальним природним крохмалем та корисним вихідним матеріалом для модифікації різноманітних спеціальних продуктів. Застосування крохмалю тапіоки в спеціальних продуктах стає все більш популярним, оскільки його властивості мають унікальну цінність для науковців харчової промисловості. Вплив добавок на теплові переходи та фізико-хімічні властивості можуть відігравати ключову роль у якості та стабільності зберігання продуктів на основі тапіоки.

### Стан переходу скла
Сіль регулярно додають у продукти на основі крохмалю, щоб підвищити смак та функціональність, оскільки це може підвищити температуру желатинізації крохмалю тапіоки, а також затримати ретроградацію гелів, що утворюються при охолодженні. Дослідження 2017 року, яке вивчало структурні властивості тапіоки, виявило, що катіони, особливо Na+ і Са2+, здатні утворювати електростатичні взаємодії з атомами кисню в молекулі глюкози крохмального полімеру. Ця взаємодія викликає антипластифікуючу дію та конкуренцію за доступну воду, що збільшує температуру скляного переходу желатинізованої молекули.

### Молекулярна біологія

#### Термін придатності
Коли коріння продають на переробні заводи, воно повинно бути доставлене на місце протягом 24 годин після збирання, для забезпечення свіжості сировини та запобігання росту мікрофлори. Це можливо побачити як коричнево-чорні знебарвлення у свіжо зламаному корені.
Усі потоки технологічної води містять деяку кількість діоксиду сірки для контролю росту мікробів. Сушений крохмаль забезпечує продукт, стійкий до зберігання. Наприклад, сирі, висушені кульки тапіоки мають принаймні 2-річний термін зберігання, тоді як свіжозварені перлини можуть зберігатися до 10 днів у холодильнику. Ця різниця пояснюється різницею водної активності вологих і висушених продуктів, що створює набагато сприятливіші умови для росту мікробів.

## Регіональні програми

### Південна Америка

#### Бразилія

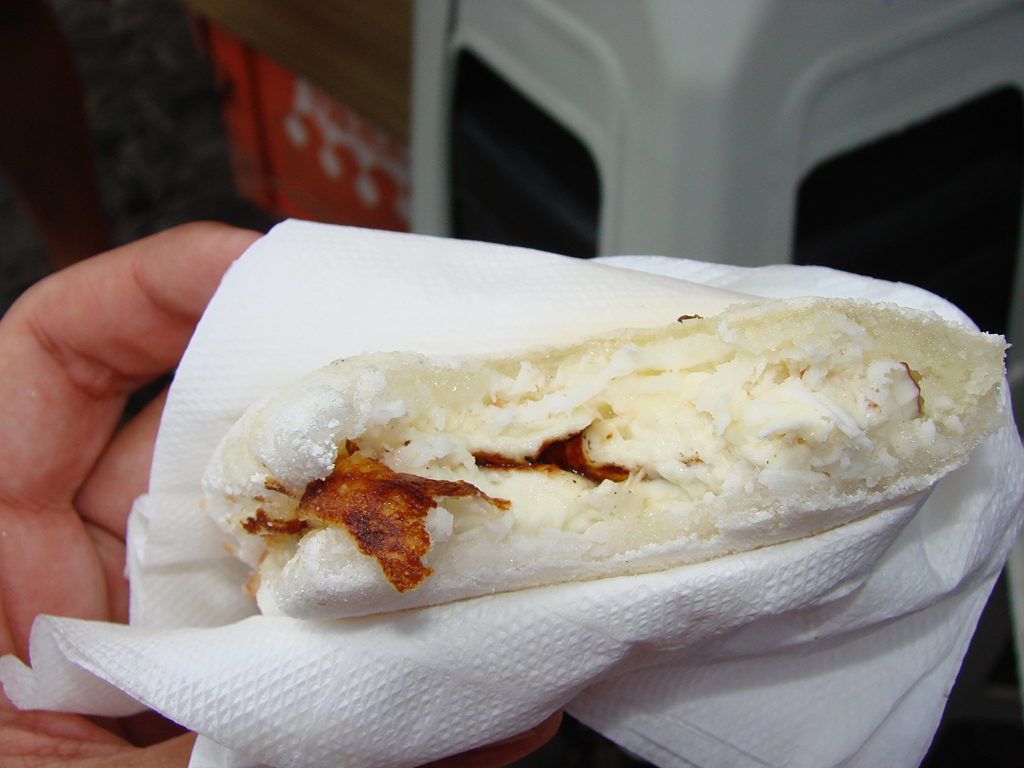
Бейджу, бразильський пісочний тапіока з Альто да Се, в Олінда, Пернамбуко.

У бразильській кухні тапіоку використовують для різних видів їжі. У беджу (або біжу) тапіоку зволожують, проціджують через сито, щоб вона перетворилася в грубе борошно, потім пересипають на гарячу сковороду, де висока температура змушує крохмалисті зерна зливатися в плоский хліб, який нагадує зернистий млинець. Тоді його можна змащувати вершковим маслом і їсти як тост (його найчастіше використовують як страву для сніданку), або він може бути наповнений або присипаним або сальгадо (рецепти солоного тіста), або доцею (рецепти солодкої випічки), які визначають вид страви тапіока використовується для: сніданку / вечері або десерту. Вибір для начинки варіюється від вершкового масла, сиру, шинки, бекону, різних видів м'яса, шоколаду, фруктів, таких як мелений кокос, згущене молоко, шоколад з нарізаними шматочками банану чи полуниці, нутелли та кориці серед інших. Така страва з тапіоки зазвичай подається теплою.
Регіональний десерт під назвою сагу також виготовляється на півдні Бразилії з крупи тапіоки, приготованих з корицею і гвоздикою в червоному вині. Корінь маніоки відомий різними назвами по всій країні: мандіока на півночі, центральному заході та в Сан-Паулу; тапіока або макаксейра на північному сході; айпім на південному сході (особливо в Ріо-де-Жанейро).
Дрібнозернистий крохмаль тапіоки називається полувільйо, і його класифікують як «солодкий», або «кислий». Кислий полувільйо зазвичай використовується в таких стравах, як pão de queijo або «сирний хліб», в якому крохмаль змішується з твердим сиром, зазвичай дозрілим сиром «Мінас» (або сиром пармезан), яйцями та маслом і запікається в духовці. Кінцевий результат — ароматний, жувальний та еластичний вид хліба, який розповсюджений по всій країні. Підсмажене борошно з маніоки змішується до стану пюре, щоб зробити страву tutu de feijão.

#### Інші місця
У Колумбії та Венесуелі арепу можна виготовляти з борошна тапіоки, а не з кукурудзяного борошна. Арепа з тапіоки, ймовірно, передує арепі з кукурудзяного борошна; серед традиційних культур Карибського моря назва для них — касабе. По всій іспанській та португальській Південній Америці крохмаль тапіоки, або крохмаль, використовується для виготовлення регіональних варіацій булочок із запеченого сиру, місцевих відомих як пандебоно, пан де юка, pão de queijo, чипа або куня та під іншими назвами.
Цілий необроблений корінь маніоки також має цілий ряд кулінарних застосувань по всій Південній Америці.

### Північна Америка

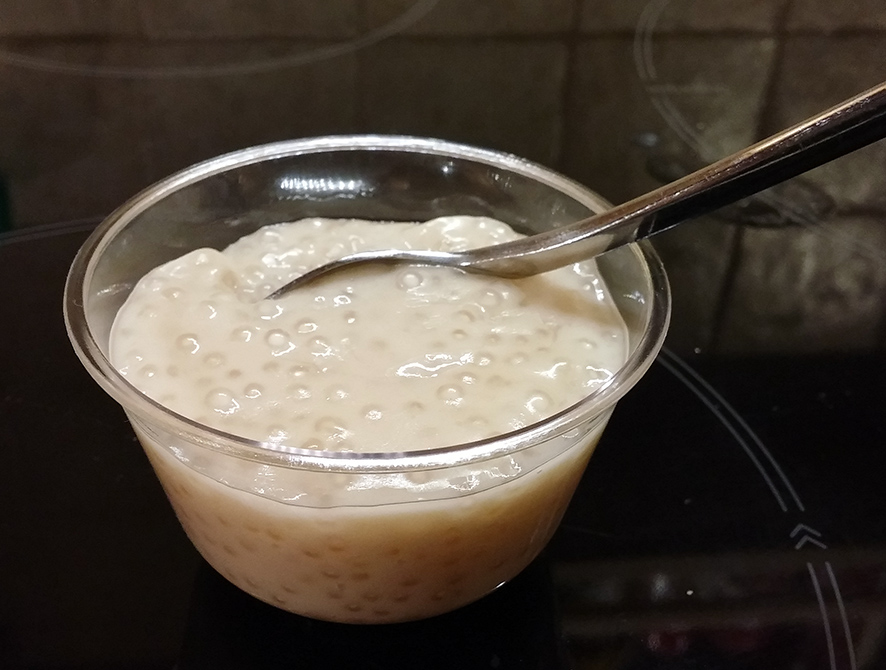
Тапіоковий пудинг

Хоча часто асоціюється з пудингом з тапіоки, десертом у Сполучених Штатах, тапіока використовується і в інших стравах. Люди на безглютеновій дієті, можуть їсти хліб із борошна тапіоки (хоча вони повинні бути обережними, оскільки деякі виробники до борошна тапіоки додають пшеницю). Сироп тапіоки іноді додають як підсолоджувач до найрізноманітніших харчових продуктів та напоїв як альтернативу сахарозі чи кукурудзяному сиропу.

### Вест-Індія
Тапіока — основна їжа, з якої готують такі страви, як перцевий горщик, а також алкоголь. Його можна використовувати для чищення зубів, як харчовий продукт, приготовлений з м'ясом або рибою, а також в таких десертах, як маніока.  
Зокрема, на сільській Кубі на початку іспанського правління популярність тапіоки зросла, тому що було легко вирощувати врожай та транспортувати до сусідніх іспанських поселень, врешті-решт впливаючи на те, як земля та люди були розділені в ту ранню імперську епоху.

### Азія
У різних азійських країнах кульки тапіоки широко використовуються і відомі як сагудана, сабудана або шабудана (перлове саго) або сабба аккі (у штаті Індії Каннаді). Перлини використовують для приготування закусок. Кульки тапіоки — найважливіші інгредієнти тайванського бульбашкового чаю.

#### Південно-Східна Азія

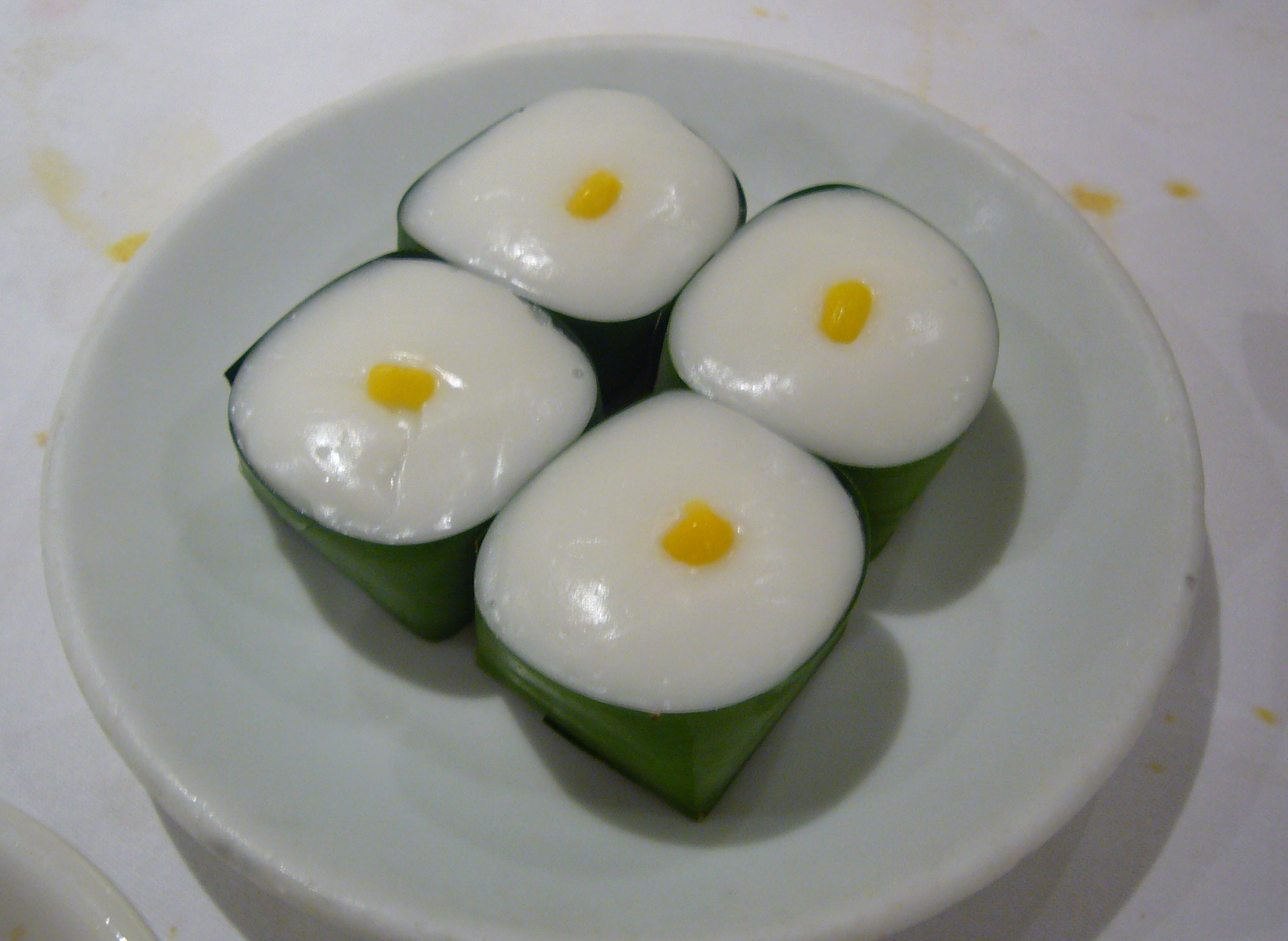
Тайський пудинг з тапіоки

У Південно-Східній Азії корінь маніоки зазвичай нарізають скибочками, клинами або смужками, обсмажують і подають як чипси тапіоки, подібні до картопляних чипсів, клинів або картоплі фрі. Інший спосіб — відварити великі блоки до м'якого стану і подати їх з тертим кокосовим горіхом в якості десерту, або злегка підсоленим, або підсолодженим, як правило, з сиропом з пальмового цукру. У Таїланді цю страву називають мансампаланг.
Комерційно приготована тапіока має безліч застосувань. Порошок тапіоки зазвичай використовується як загусник для супів та інших рідких продуктів. Він також використовується в якості сполуки в фармацевтичних таблетках і натуральних фарбах. Борошно використовується для приготування ніжних хлібів, тортів, печива, печива та інших делікатесів (див. також борошно Майда). Пластівці тапіоки використовуються як загущувач в наповненнях пирогів із фруктів, що мають високий вміст води.
Типовий рецепт желе з тапіоки: 2 столові ложки тапіоки промити, заливши пінту води і замочивши на три години. Суміш ставлять на слабкий вогонь і тушкують до повної прозорості. Якщо вона занадто густа, можна додати трохи окропу. Можна вживати як самостійний продукт, або підсолодити білим цукром, чи приправити кокосовим молоком або трохи вина, або з вершками.

##### Індонезія

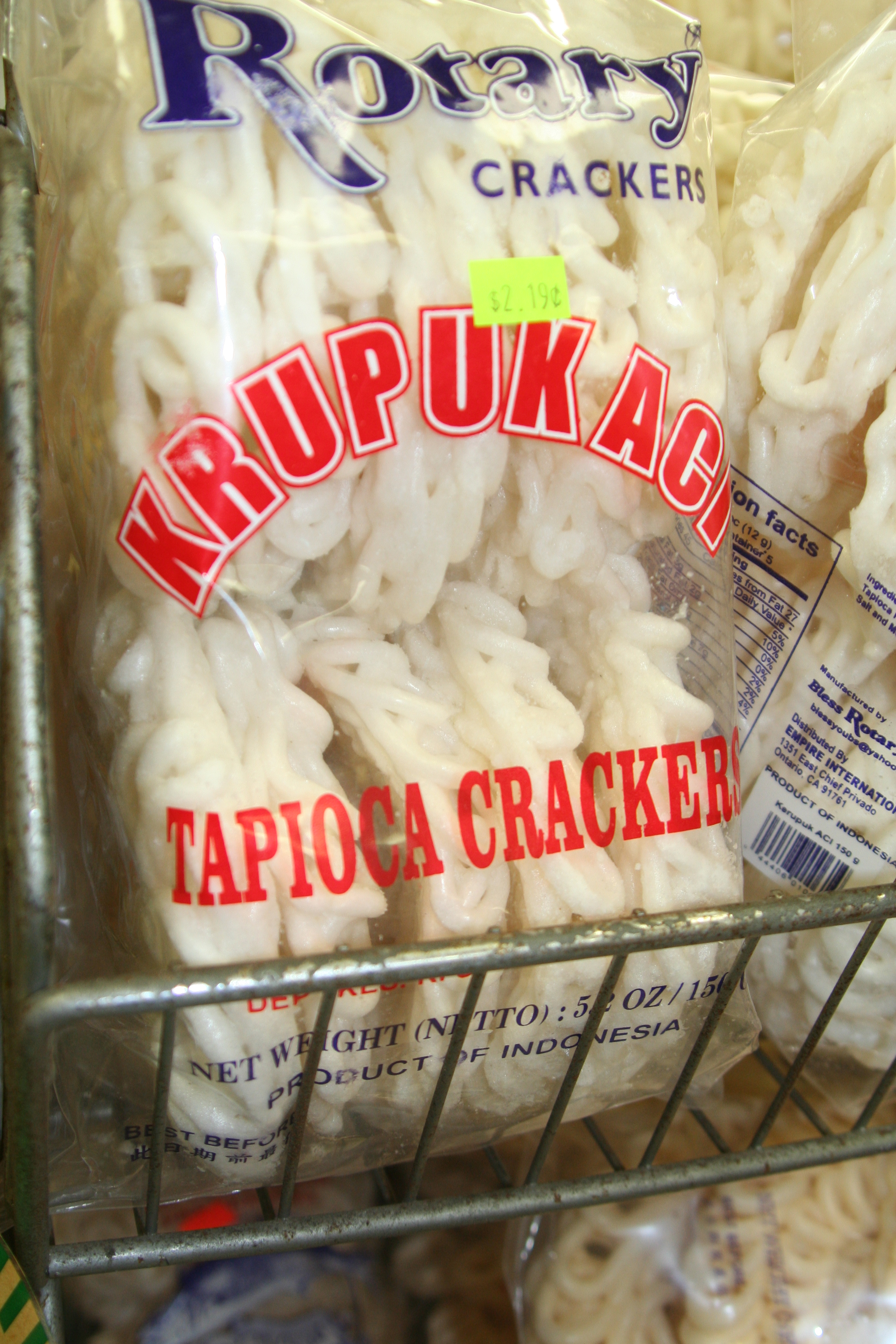
Крекери Tapioca з Індонезії продаються на ринку Лос-Анджелеса, штат Каліфорнія

Крупук, або традиційні індонезійські крекери, є основним використанням крохмалю тапіоки в Індонезії. Найпоширеніший крупук — це kerupuk kampung або kerupuk aci, виготовлений з крохмалю тапіоки. Крохмаль тапіоки може бути ароматизований фаршеними креветками, як крупук уданг (крекер креветки) або крупук ікан (рибний сухар). Тонко нарізану або іноді досить густу маніоку також висушували на сонці і смажили, щоб їх виготовляли як крекери крипук сингконг (чипси маніоки або чипси тапіоки). Варіант гарячої та гострої kripik singkong покриті цукром і перцем чилі відомий як kripik Balado або keripik Санджай, спеціальність Букіттінгі міста в Західній Суматрі.
Чилок — закуска з кульок тапіоки у вигляді пельменів. Тапаї виготовляється шляхом бродіння великих блоків за допомогою культурних бактерій, що нагадують дріжджі, для отримання солодкого і слабоалкогольного десерту. Подальші випуски ферментації більше рідини і спирт, що виробляє Tuak, кислий алкогольний напій.

##### Малайзія
Різновидом чипсів, популярних серед малайців, є керепекові педи, де хрусткі страви покриті гарячим, солодким і пікантним чилі та цибулевою пастою, або самбал, як правило, із додаванням смажених анчоусів та арахісу.
Вирощування рослини також широко розповсюджене на Малайському півострові. Бульби маніоки вагою від 10 до 25 фунтів спочатку очищають, а потім ретельно промивають. Пропускаючи між валиками, вони доводяться до стану м'якоті, яку знову ретельно промивають водою і потім обтрушують. Це призводить до того, що кала відокремлюється і проходить через дуже дрібне сито, оскільки це призводить до затримання борошна. Борошно багаторазово промивається, а потім кладеться на килимки для відбілювання під сонцем та повітрям. Можливе застосування різних додатків, щоб створювати популярні та улюблені кульки тапіоки в чайних напоях з бульбашками, також відомими як боба. Кулькова тапіока досягається, якщо борошно помістити в каркас у формі колиски, покритий полотном, де він злегка зволожений і повернутий для грануляції. Нарешті його сушать на сонці, потім над вогнем на змащеній залізною сковородою і готові до продажу.

#### Південна Азія

##### Бангладеш
Під час релігійних постів сабудана — популярна альтернатива продуктам на основі рису. Разом із сиром або молоком, або готується як хічді, саго є особливо популярною стравою під час постів Навратрі, Екадаші, «Омбубачі», Нілшості та Рамадану. Традиційно перлини тапіоки використовують як їжу для дітей, людей похилого віку та хворих людей, змішані з молоком або водою. Фалуда, популярна їжа, також готується з сиром, льодом та іншими інгредієнтами влітку.

##### Індія
Перлини тапіоки — поширений інгредієнт традиційних індійських страв, таких як кхір.

###### Західна Індія
Перлини тапіоки використовуються для виготовлення сабудана хіхді, пакоди, яку зазвичай їдять під час шиї.

###### Керала

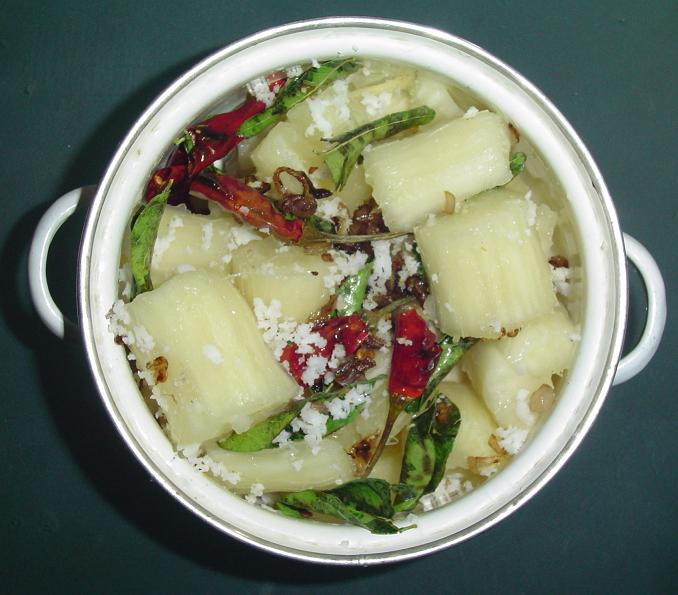
Приготована страва з маніоки з Керали, Індія

Кассава називається тапіокою в індійському вживанні англійською мовою. Приготовану маніоку називають каппа або марічені в Малаялам, мовою, якою розмовляють 38 мільйонів людей у південно-індійському штаті Кералам.
Він був введений в їжу 1880—1885 рр. тодішнім махараджем Траванкоре Вішакхама Тірунал Рама Варма після великого голоду, який зачепив Королівство, як заміну рису.
Тапіока широко споживається по всій Кералі. Його вживають як сніданок або як основну їжу. Відварюють (після знімання шкірки і нарізання великими пирогами приблизно 6—8 см (2,4—3,1 дюйм) довгі або маленькі 2 см (0,79 дюйм) кубиками) у воді до належної варки, і вода стікає. Після приготування його можна змішати з тертим кокосовим горіхом, чилі, сіллю, куркумою тощо, потім пропарити і перетерти до сухого пудингу. Це можна гарнірувати в олії з гірчицею, цибулею, листям каррі тощо. Торти з тапіоки (чендан каппа) часто їдять з простим соусом чилі (паста з зеленого / червоного чилі + шалот + маленька червона цибуля + часник + сіль + олія).
Пюре з тапіоки поєднується з м'ясом або рибою каррі, особливо сардинами, як делікатес в Кералі. Тапіока з пюре із сушених солених сардин, безпосередньо приготовлених на вугіллі та зеленому чилі — ще одна популярна комбінація.
Тапіоку можна зберігати довше, пропарюючи і сушивши, після знімання шкірки і розрізавши на 0,5 сантиметрові шматочки. Це називається капка унака (сушена тапіока). Також популярні чипси з тапіоки, тонко нарізані вафлі тапіоки, схожі на картопляні чипси.

###### Таміл Наду
У Тамілі коріння тапіоки називають маравалі кіджангу, і їх використовують для приготування чипсів. Перлини тапіоки в Тамілі називають «явварісі». Більшість ласощів готують із цієї форми тапіоки, оскільки з цим відносно легше впоратись, ніж сам сирий корінь. Тапіока вирощується більше в кількох округах, забезпечуючи фермерам стабільний дохід. Тапіоку можна вживати в сирому вигляді (після зняття шкурки / зовнішнього шару) або відварювати для різних страв або закусок.

###### Північно-Східна Індія
У Нагаланді та Мізорамі на північному сході Індії тапіоку їдять як закуску. Його зазвичай відварюють з невеликою кількістю солі у воді після її очищення, або закуски роблять сушкою тапіоки після її розрізання. Потім його присипають борошном і перетворюють на тісто, щоб зробити випечене або запечене печиво. У своєму місцевому діалекті вони називають це kuri aloo, що означає «деревна картопля». Ці чипси їдять усі групи суспільства як делікатес. Шкіру тапіоки, яка не їстівну для людей, використовують як корм для домашніх свиней.
В Ассамі сабудана також використовується як замінник дієти проти відвареного рису (бхаату) для хворих літніх людей або нездужих для легкого травлення та міцності.

##### Шрі Ланка
На Шрі-Ланці вона відома як «мангнокка», а також за своїми сингальськими та тамільськими назвами. Зазвичай його їдять у відварному вигляді з цибулевою сумішшю під назвою «lunu miris sambol» (тип сальси) або кокосовим самбалом. Ще одна популярна страва з маніоки — це каррі, приготоване в кокосовому молоці з вкрапленнями куркуми. У той же час, в якості делікатесу популярні кульки з тапіокою. Свого часу перлини тапіоки використовували для крохмального одягу, кип'ячучи перлини тапіоки з одягом. Пряні чипси з маніоки — також популярна закуска, яку зазвичай продають вуличні продавці та магазини на вулиці.

### Африка

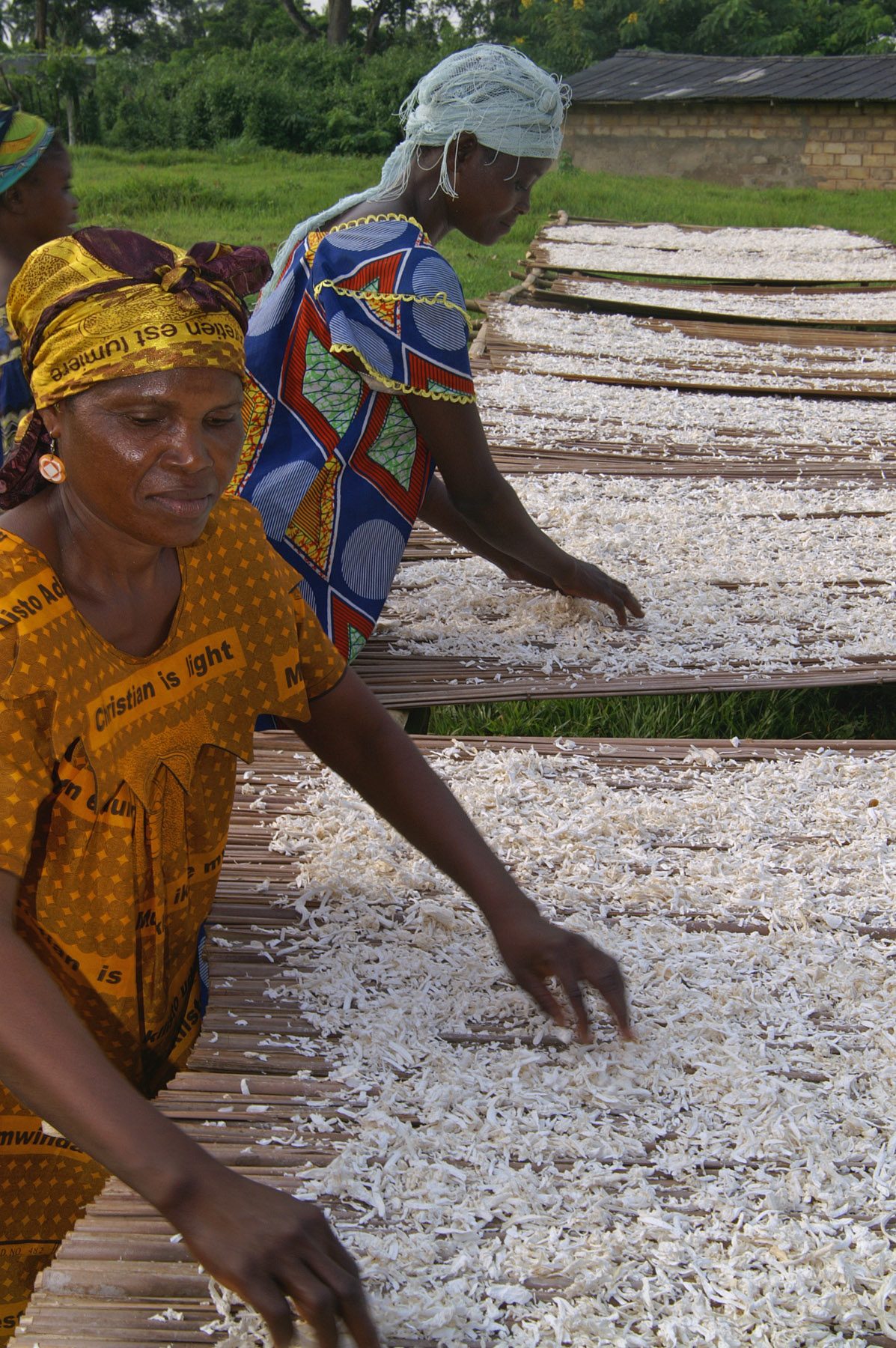
Сушка чипсів з маніоки в Конго

Тапіоку їдять в регіонах Нігерії та Гани як звичайну їжу, як правило, під час сніданку. Кассава є основним продуктом харчування в Західній Африці, де її широко їдять. У Нігерії маніоку натирають на тертці і обсмажують на гарі, її вживають, додаючи води, цукру та арахісу, що супроводжуються м'ясом або копченою рибою. Гаррі також робиться в ебі, додаючи гарячої води, це їдять разом з тушкованою стравою або супом. Люди Ієбу з Нігерії роблять варіант холодної води еба, розбиваючи суміш кулаком, поки вона не стане однорідною; це називається фешелу. Егба з Абеокути, штат Огун, очищають шкіру, обсушують і подрібнюють маніоку в порошок під назвою елубо, який потім перетворюють в палицю амали і їдять разом з тушкованим листям з джутового листа, що називається еведу.
У Лагосі маніока переробляється в тапіоку, яку готують у кокосовому молоці та цукрі, її можна їсти як сніданок або як десерт на вечірках або вечері. Це називається менгау.
Ігбос Східної Нігерії додає пальмову олію та інші приправи до тертої маніоки під час обсмажування — страві під назвою абача.
Народи дельти Нігеру добувають крохмаль з маніоки, приготований в крохмаль, що вживається з перцевим супом.
У Гані маніоку очищають від шкірки, відварюють до готовності, потім розтоплюють у великій дерев'яній ступці і мажуть, поки вона не стане однорідною. Це називається фуфу. Її їдять з супом.

### Європа
Тапіока не так широко використовується в Європі, але кілька країн використовують тапіоку. У Бельгії в прозорі супи додають невеликі білі перлини тапіоки. Кульки з тапіоки використовуються у французьких десертах. Пікантна закуска у Великій Британії Скіпс готується з ароматизованої тапіоки.
Тапіока також широко доступна у висушених формах, і її використовують для виготовлення пудингу з тапіоки в деяких країнах.